# Protéine de choc thermique
Pour les articles homonymes, voir HSP.
Les protéines de choc thermique (en anglais, heat shock protein ou HSP) sont une famille de protéines chaperons qui sont produites par les cellules en réponse à une exposition à des conditions de stress. Elles ont d'abord été décrites par Alfred Tissières en relation avec les chocs thermiques  dans une étude qui prolongeait les observations de Ferruccio Ritossa (en) sur les chromosomes polytènes de glandes salivaires de mouche . Cependant, elles sont exprimées également lors d'autres types de stress cellulaires, dont l'exposition au froid, aux rayons UV et lors de la cicatrisation des plaies ou du remodelage tissulaire. Plusieurs membres de ce groupe assurent une fonction de chaperonne moléculaire par stabilisation des nouvelles protéines pour assurer un pliage tridimentionnel correct ou en aidant à replier les protéines qui ont subi un stress cellulaire. Cette expression accrue est la conséquence d'une activation transcriptionnelle régulée. Les fortes augmentations de synthèse des protéines du choc thermique est un élément clé de la réponse au choc thermique et sont induites principalement par le facteur de transcription Heat Shock Factor (ou HSF). Les HSF se retrouvent dans pratiquement tous les organismes vivants, des bactéries aux humains.

## Description
Les protéines de choc thermique sont nommés et classés en fonction de leur localisation, de leur expression et en fonction de leur poids moléculaire. Par exemple, Hsp60, Hsp70 et Hsp90 (les HSP les plus courantes) font référence à des familles de protéines de choc thermique de l'ordre de 60, 70 et 90 kDa respectivement. La petite protéine ubiquitine, de 8 kDa, qui étiquette les protéines pour les engager vers les voies de dégradation cellulaire, possède également les caractéristiques d'une protéine de choc thermique. Un domaine conservé pour la liaison aux protéines d'environ 80 acides aminés (alpha crystalline) sont appelés petites protéines du choc thermique (sHSP). 
Cette classe regroupe des protéines nommées d'après leur masse moléculaire :
- Hsp100
- Hsp90
- Hsp70
- Hsp60
- Hsp40
- Hsp de 20 à 30 kDa (par exemple : Hsp27)
- Hsp10

## Régulation
Heat shock factor ou HSF

## Fonctions
- Réponse au stress (thermique, chimique, etc.)
- Régulation des fonctions des facteurs de transcription notamment des récepteurs des stéroïdes
- Maintien des protéines adressées aux mitochondries dans un repliement linéaire.
- Elles possèdent également un rôle secondaire d'activation du système immunitaire:
- Les HSP délivrent les antigènes des cellules malades aux cellules présentatrices d'antigène (APC)[pas clair] du système immunitaire, via un récepteur de surface appelé CD91[11]